# 上恩岑 (上莱茵省)
上恩岑（法語：Oberentzen，发音：[obəʁ.ɛnt͡sən]；德语：Oberenzen），或纯音译作奥伯恩岑，是法国上莱茵省的一个市镇，属于坦恩-盖布维莱尔区和恩西赛姆县（Ensisheim）。该市镇总面积8.81平方公里，2009年时的人口为590人。

## 地名
该地名Oberentzen来源于德语“Oberenzen”，前缀“Ober-”在德语中意为“上”，且该地与下恩岑（Niederentzen ，前缀“Nieder-”在德语中意为“下”；此地或纯音译作“尼德恩岑”）相连。

## 人口
上恩岑人口变化图示